# Miedwinka
Miedwinka – struga, prawostronny dopływ Płoni (jeziora Miedwie) o długości 5,86 km i powierzchni zlewni 44,33 km².
Struga płynie w województwie zachodniopomorskim w powiecie stargardzkim na Równinie Pyrzycko-Stargardzkiej. Wypływa z terenów podmokłych położonych na zachód od wsi Niedźwiedź w gminie Kobylanka. Przepływa przez miejscowości Niedźwiedź, Motaniec, Reptowo i Morzyczyn
Zbiera wody z licznych rowów melioracyjnych i irygacyjnych, które odwadniają torfowiska położone na północ i północny wschód od wsi Niedźwiedź oraz terenów na wschód od wsi Motaniec. Mimo krótkiego biegu charakteryzuje się dość wysokim przepływem.